# Gustavo Heyermann
Gustav Heyermann (1834-1911), también conocido por su nombre castellanizado Gustavo Heyermann, fue un ingeniero chileno de origen alemán.

## Biografía
Nació en Essen (Alemania), hijo de Arnold Heyermann y Wilhelmine Franke, en el año 1834 en esta ciudad hizo sus estudios de ingeniería.
Emigró a Chile a los 26 años, donde se casó a los tres meses de haber llegado al país con Rosario Salas Salas.
Empezó a trabajar en la empresa de fundición de los hermanos Luis y Carlos Klein.
El 2 de junio de 1872 falleció su esposa María del Rosario. Poco tiempo después en un viaje de regreso a Europa, Gustav volvió a casarse con una alemana llamada Sofía Weyss y la trajo a Chile.
De vuelta a Chile en el año 1890, se convirtió en miembro de la Sociedad de Fomento Fabril (SOFOFA) y también fue profesor de manejo de motores y escribió dos libros " Manejo de Motores " y otro en el año 1896 " Compilación de diferentes obras de Mecánica", formó parte activa de la fundación del Colegio Alemán de Santiago.
Sofía le dio a Gustav tres hijos Ema, Gustavo y Enrique, Sofía fallece en el año 1894.
Gustav falleció el 18 de julio de 1911, siendo sepultado en un nicho del Patio de los Disidentes del Cementerio General de Santiago.

## Invisible (submarino)
Heyermann ideó un submarino para anular la superioridad de la escuadra española, y poder acercarse con sigilo para poder atacarla con sorpresa.
Este submarino llamado " Invisible" como lo había llamado Gustav, fue construido entre octubre y diciembre de 1865 y fue transportado a Valparaíso en enero de 1866.
Como los españoles seguían con el bloqueo en Valparaíso no se podían hacer pruebas en la bahía, entonces decidieron llevarlo en carreta hasta Quinteros, pero la operación fue imposible de realizar, los españoles bombardearon y después se retiraron de Valparaíso.
Tenía 30 pies de largo o eslora y 5,5 de diámetro. Se movía mediante seis remos en forma de aletas que se asomaban tres por cada lado, movidos por la fuerza humana. Para sumergirse y salir a flote poseía unos depósitos que podían llenarse y vaciarse a voluntad. Como dispositivo de seguridad poseía una quilla compuesta de secciones de 1/2 tonelada de peso cada una de las cuales podían dejarse caer separadamente para lograr su impulso . También tenía un lastre adicional que podía desplazarse dentro del submarino. Para la renovación del aire contaba con un tubo extensible.
Armamento tenía 2 torpedos, es decir 2 barriles cargados con pólvora, que iban sujetos con cadenas, hasta que llegaba el momento de soltarlos para que se fijaran al buque enemigo y estallaran mediante un mecanismo de relojería.
El día 20 de abril de 1866 fue la prueba, había un poco de viento y el mar estaba un poco agitado.
El submarino fue remolcado por un bote, y posteriormente soltado y comenzó a dar una vuelta alrededor del dique que se había delineado para la prueba, poco a poco empezó a sumergirse, pero algo inesperado paso, la cola del submarino comenzó a elevarse sobre el agua, mientras que la proa empezó a hundirse, el submarino se iba a pique, pero poco a poco se fue estabilizándose.
El submarino llegó hasta los 35 pies de la superficie, entrando mucha agua por las claraboyas.
Debido a esto decidieron emerger pero dos bombas de inmersión fallaron y una tercera que se encontraba en el centro del submarino empezó a funcionar y lentamente empezó la ascensión hacia la superficie.
Después del éxito de la inmersión fue remolcado hasta la orilla para poder arreglar los desperfectos que la tripulación había encontrado.
Esa misma noche después de la prueba del Invisible se hundió.
Las razones nunca se supieron y se especuló como sabotaje, la acción de los curiosos en el submarino etc.
Heyerman más adelante creó otros inventos como: un regulador de aguas para turbinas, una prensa de pasto, un aparato para secar frutas y otros diversos elementos.